# Salto de esqui nos Jogos Olímpicos de Inverno de 2022 - Pista normal individual feminino
A competição de pista normal individual feminino do salto de esqui nos Jogos Olímpicos de Inverno de 2022 ocorreu no Snow Ruyi National Ski Jumping Centre, em Zhangjiakou, no dia 5 de fevereiro.

## Medalhistas
| Ouro   | SLO Urša Bogataj      |
| Prata  | GER Katharina Althaus |
| Bronze | SLO Nika Križnar      |

## Resultados
| Pos.              | Bib | Atleta                 | Rodada 1            | Rodada 1 | Rodada 1 | Rodada final  | Rodada final | Rodada final | Total       |             |
| Pos.              | Bib | Atleta                 | Distância (m)       | Pontos   | Pos.     | Distância (m) | Pontos       | Pos.         | Pontos      |             |
| ----------------- | --- | ---------------------- | ------------------- | -------- | -------- | ------------- | ------------ | ------------ | ----------- | ----------- |
| Medalha de ouro   | 39  | Urša Bogataj           | SLO Eslovênia       | 108.0    | 118.0    | 2             | 100.0        | 121.0        | 1           | 239.0       |
| Medalha de prata  | 40  | Katharina Althaus      | GER Alemanha        | 105.5    | 121.1    | 1             | 94.0         | 115.7        | 3           | 236.8       |
| Medalha de bronze | 37  | Nika Križnar           | SLO Eslovênia       | 103.0    | 113.9    | 3             | 99.5         | 118.1        | 2           | 232.0       |
| 4                 | 36  | Sara Takanashi         | JPN Japão           | 98.5     | 108.7    | 5             | 100.0        | 115.4        | 4           | 224.1       |
| 5                 | 38  | Ema Klinec             | SLO Eslovênia       | 100.0    | 112.1    | 4             | 90.5         | 103.3        | 6           | 215.4       |
| 6                 | 35  | Silje Opseth           | NOR Noruega         | 92.5     | 94.7     | 12            | 95.0         | 105.8        | 5           | 200.5       |
| 7                 | 22  | Irina Avvakumova       | ROC                 | 95.0     | 99.6     | 9             | 89.5         | 96.7         | 8           | 196.3       |
| 8                 | 30  | Lisa Eder              | AUT Áustria         | 92.0     | 92.3     | 15            | 90.0         | 101.1        | 7           | 193.4       |
| 9                 | 29  | Špela Rogelj           | SLO Eslovênia       | 93.0     | 101.7    | 8             | 82.0         | 82.5         | 18          | 184.2       |
| 10                | 7   | Irma Makhinia          | ROC                 | 90.0     | 85.4     | 17            | 90.0         | 95.5         | 9           | 180.9       |
| 11                | 32  | Joséphine Pagnier      | FRA França          | 96.0     | 102.1    | 7             | 78.5         | 77.4         | 22          | 179.5       |
| 12                | 34  | Daniela Iraschko-Stolz | AUT Áustria         | 91.5     | 94.1     | 14            | 80.5         | 83.9         | 16          | 178.0       |
| 13                | 26  | Yuki Ito               | JPN Japão           | 94.0     | 95.5     | 10            | 82.0         | 81.2         | 20          | 176.7       |
| 14                | 21  | Yūka Setō              | JPN Japão           | 94.5     | 94.6     | 13            | 83.5         | 81.9         | 19          | 176.5       |
| 15                | 31  | Anna Odine Strøm       | NOR Noruega         | 91.5     | 91.5     | 16            | 84.0         | 84.5         | 15          | 176.0       |
| 16                | 23  | Frida Westman          | SWE Suécia          | 87.0     | 80.9     | 21            | 90.0         | 94.6         | 10          | 175.5       |
| 17                | 25  | Aleksandra Kustova     | ROC                 | 88.0     | 81.4     | 20            | 85.0         | 90.0         | 13          | 171.4       |
| 18                | 27  | Kaori Iwabuchi         | JPN Japão           | 94.5     | 94.8     | 11            | 83.0         | 74.8         | 24          | 169.6       |
| 19                | 20  | Juliane Seyfarth       | GER Alemanha        | 86.0     | 78.7     | 23            | 88.0         | 89.9         | 14          | 168.6       |
| 20                | 33  | Eva Pinkelnig          | AUT Áustria         | 87.0     | 83.9     | 18            | 84.0         | 82.6         | 17          | 166.5       |
| 21                | 28  | Thea Minyan Bjørseth   | NOR Noruega         | 99.5     | 104.1    | 6             | 73.0         | 59.9         | 29          | 164.0       |
| 22                | 19  | Selina Freitag         | GER Alemanha        | 80.0     | 69.8     | 28            | 90.0         | 93.2         | 11          | 163.0       |
| 23                | 15  | Abigail Strate         | CAN Canadá          | 75.5     | 71.7     | 26            | 84.5         | 90.2         | 12          | 161.9       |
| 24                | 24  | Pauline Heßler         | GER Alemanha        | 89.5     | 80.9     | 21            | 83.0         | 80.7         | 21          | 161.6       |
| 25                | 17  | Daniela Haralambie     | ROU Romênia         | 88.5     | 83.0     | 19            | 79.5         | 73.2         | 25          | 156.2       |
| 26                | 13  | Sofia Tikhonova        | ROC                 | 78.5     | 70.3     | 27            | 83.0         | 76.5         | 23          | 146.8       |
| 27                | 18  | Julia Kykkänen         | FIN Finlândia       | 82.5     | 72.6     | 25            | 75.0         | 67.5         | 26          | 140.1       |
| 28                | 14  | Karolína Indráčková    | CZE República Checa | 82.0     | 77.4     | 24            | 65.0         | 53.3         | 30          | 130.7       |
| 29                | 4   | Jessica Malsiner       | ITA Itália          | 76.5     | 62.0     | 30            | 75.5         | 62.4         | 27          | 124.4       |
| 30                | 2   | Anežka Indráčková      | CZE República Checa | 79.0     | 62.8     | 29            | 72.5         | 60.5         | 28          | 123.3       |
| 31                | 6   | Dong Bing              | CHN China           | 73.0     | 57.3     | 31            | Não avançou  | Não avançou  | Não avançou | Não avançou |
| 32                | 11  | Jenny Rautionaho       | FIN Finlândia       | 66.5     | 48.5     | 32            | Não avançou  | Não avançou  | Não avançou | Não avançou |
| 33                | 5   | Klára Ulrichová        | CZE República Checa | 70.5     | 48.2     | 33            | Não avançou  | Não avançou  | Não avançou | Não avançou |
| 34                | 12  | Julia Clair            | FRA França          | 64.0     | 43.3     | 34            | Não avançou  | Não avançou  | Não avançou | Não avançou |
| 35                | 8   | Kinga Rajda            | POL Polônia         | 69.0     | 40.9     | 35            | Não avançou  | Não avançou  | Não avançou | Não avançou |
| 36                | 9   | Nicole Konderla        | POL Polônia         | 64.0     | 37.8     | 36            | Não avançou  | Não avançou  | Não avançou | Não avançou |
| 37                | 1   | Anna Hoffmann          | USA Estados Unidos  | 64.5     | 36.2     | 37            | Não avançou  | Não avançou  | Não avançou | Não avançou |
| 38                | 3   | Peng Qingyue           | CHN China           | 63.5     | 31.3     | 38            | Não avançou  | Não avançou  | Não avançou | Não avançou |
| 39                | 10  | Sophie Sorschag        | AUT Áustria         | DSQ      | DSQ      | DSQ           | Não avançou  | Não avançou  | Não avançou | Não avançou |
| 39                | 16  | Alexandria Loutitt     | CAN Canadá          | DSQ      | DSQ      | DSQ           | Não avançou  | Não avançou  | Não avançou | Não avançou |

Legenda
| Recorde mundial      | Recorde mundial (World record)               |                       | Recorde africano                      | Recorde africano (African) |                                           | Q | Classificado por posição (Qualified) |
| Recorde olímpico     | Recorde olímpico (Olympic record)            | Recorde da América    | Recorde da América (Americas)         | q                          | Classificado por melhor tempo (Qualified) |   |                                      |
| Melhor marca do ano  | Melhor marca do ano (World leading)          | Recorde asiático      | Recorde asiático (Asian)              | DNS                        | Não largou (Did not start)                |   |                                      |
| Recorde nacional     | Recorde nacional (National record)           | Recorde europeu       | Recorde europeu (European)            | DNF                        | Não terminou (Did not finish)             |   |                                      |
| Recorde pessoal      | Recorde pessoal do atleta (Personal best)    | Recorde da Oceania    | Recorde da Oceania (Oceania)          | DSQ / DQ                   | Desclassificado (Disqualified)            |   |                                      |
| Recorde da temporada | Recorde da temporada do atleta (Season best) | Recorde sul-americano | Recorde sul-americano (South America) | NM                         | Sem marca (No mark)                       |   |                                      |